# Riprese consequenziali
Le riprese consequenziali, conosciute anche come riprese back to back, sono una pratica di lavorazione che permette di realizzare simultaneamente due film di una serie cinematografica, influendo sulla spesa di produzione così da ridurne drasticamente i costi. Solitamente una casa di produzione decide di optare per questa pratica quando un film si rivela un grande successo finanziario e commerciale.
Celebri esempi sono:
- Superman e Superman II
- Ritorno al futuro - Parte II (1989) e Ritorno al futuro - Parte III (1990)
- La trilogia de Il Signore degli anelli (2001, 2002, 2003)
- Matrix Reloaded (2003) e Matrix Revolutions (2003)
- Pirati dei Caraibi - La maledizione del forziere fantasma (2006) e Pirati dei Caraibi - Ai confini del mondo (2007)
- Harry Potter e i Doni della Morte - Parte 1 (2010) e Harry Potter e i Doni della Morte - Parte 2 (2011)
- The Twilight Saga: Breaking Dawn - Parte 1 (2011) e The Twilight Saga: Breaking Dawn - Parte 2 (2012)
- La trilogia de Lo Hobbit (2012, 2013, 2014)
- Hunger Games: Il canto della rivolta - Parte 1 (2014) e Hunger Games: Il canto della rivolta - Parte 2 (2015)
- Smetto quando voglio - Masterclass (2017) e Smetto quando voglio - Ad honorem (2017)
- Avengers: Infinity War (2018) e Avengers: Endgame (2019)
- Avatar - La via dell'acqua (2022) e Avatar 3 (in produzione)